# Eiszeitalter – The Age of Ice
Eiszeitalter – The Age of Ice (Originaltitel Age of Ice) ist ein US-amerikanischer Katastrophenfilm aus dem Jahr 2014 von Emile Edwin Smith, der auch für das Verfassen des Drehbuches verantwortlich war. Produziert wurde der Film von The Asylum.

## Handlung
Im nahen Osten kommt es zu einem verheerenden Erdbeben, in dessen Folge ein gigantischer Riss in der arabischen Kontinentalplatte entsteht. Die daraus resultierenden Seebeben erzeugen Strömungen, die auf dem Meer befindlichen Schiffe versenken.
Familie Jones, bestehend aus Vater Jack und Mutter Diane mit den beiden Kindern Amber und Dylan, verbringen ihren Urlaub in Ägypten am Nil. Während der Vater gemeinsam mit den Kindern an einer Führung durch die Pyramiden von Gizeh teilnehmen, erwirbt Diane Antiquitäten. In der Pyramide lernen sie Tariq kennen, der auffällt, da er von zwei Bodyguards begleitet wird. Nach ihrer Besichtigung trifft sich die Familie im Hotel. Kurze Zeit später setzt ein Erdbeben ein, dass sie auf die Straßen drängt. Jack sieht Tariq und seine Bodyguards unter Trümmern liegen. Bevor das Gebäude komplett einstürzt, schafft er es, zumindest Tariq zu retten. Wenig später berichtet dieser, nachdem er mit seinem Vater telefonierte, was passiert ist. Die vorausgegangenen Erdbeben provozierten einen Lavastrom, der einen Temperaturabfall in der Atmosphäre auslöste und zu einer Eiszeit in der Region führt.
Zu fünft schaffen sie es in ein Taxi und fahren Richtung Flughafen, um das Land zu verlassen. Wie durch ein Wunder haben sie genügend Kleidung dabei, um sich gegen die Kälte zu wappnen. Einsetzende Schneestürme verhindern sämtlichen Flugverkehr und auch die Straßen sind wegen beschädigter Autos verstopft. Zu Fuß erreichen sie die letzte Bahn. Nur mit Mühe schaffen sie es hinten auf den Zug. Aufgrund der Wetterlage beginnt der Zug instabil zu werden, und ein heftiger Ruck befördert Dylan aus dem Zug. Daher springen sie vom fahrenden Zug, um ihn nicht zurückzulassen. Tariq konnte derweil über seinen Vater eine Mitfahrgelegenheit organisieren. Ein Flugzeug sammelt die fünf ein. Tariq offenbart sich ihnen als Sohn des jordanischen Verteidigungsministers.
Wegen der Kälte beginnen schon bald die Motoren des Flugzeugs auszufallen und die Maschine unter Führung von Captain Kawar muss auf einem gefrorenen See notlanden. Sie müssen den Tod des Co-Piloten beklagen und finden sich in einer Eiswüste wieder. Recht schnell treffen sie auf eine weitere Gruppe Überlebende. Gemeinsam gehen sie weiter, da sie erfahren haben, dass am Roten Meer ein Evakuierungscenter ins Leben gerufen wurde. Sie stoßen auf eine zerfallene Ranch, die einst als Reithof für Dromedare diente. Auf dem Rücken der Tiere setzen sie ihre Reise fort. Nach einiger Zeit finden sie sich auf der Spitze der vollkommen zugefrorenen Pyramiden von Gizeh wieder. Daher lassen sie die Dromedare zurück und rutschen die gefrorene Pyramide runter. Als alle wieder auf dem Boden stehen, nähern sich zwei Jeeps ihrer Position. Sie werden eingesammelt und erreichen ein Notfalllager unter der Führung von Captain Mubarak und Lieutenant Majali, das in der Nähe einer Erdölraffinerie errichtet wurde. Von ihnen erhalten sie drei Pick-ups. Nur wenige schließen sich aus dem Camp der Gruppe an, da sie genügend Vorrat haben und der Meinung sind, dadurch die Kältezeit zu überbrücken. Kurz nachdem sie ihre Fahrt fortsetzen, hagelt es große Eisklumpen, die eines der Autos und die Raffinerie zerstören. Wie durch ein Wunder überleben die Insassen des Autos um Jack, das Camp wird aber durch die Explosion in der Raffinerie ausgelöscht. So setzen sie die Fahrt in zwei Fahrzeugen fort.
Sie kommen an eine große Klippe und seilen sich über die Fahrzeuge ab. Als Jack, Amber, Diane, Tariq und Captain Kawar sich erfolgreich abgeseilt haben, stürzt das Fahrzeug aufgrund der Glätte in den Abgrund in die Tiefe und der Fahrer und Kawar, auf dem das Auto landet, sterben dabei. Während die anderen sich mit dem zweiten Auto abseilen lassen, setzen die anderen den Weg alleine fort. Wenig später werden sie vom Fahrzeug, das scheinbar erfolgreich abgeseilt wurde, eingeholt. Dank der großen Ladefläche können sie alle gemeinsam im Fahrzeug die Fahrt fortsetzen.
Als Jack, der wieder das Fahrzeug steuern wollte, das Auto festfährt, gehen sie zu Fuß weiter und stoßen auf einen gefrorenen Staudamm. Als dieser unten reißt, wird die Gruppe von Eisnadeln bombardiert und erleidet Verluste. Diane und ihr Sohn finden sich nach einer kleinen Lawine in einem Schacht wieder, finden dank Dylan aber wieder raus. Als sie einen Berg überqueren wollen, stellen sie fest, dass der Wind dort oben zu stark ist. Die zu späte Erkenntnis fordert ein weiteres Leben. Sie schaffen es schließlich durch den Schacht ans Rote Meer, wo sie vom anrückenden Militär versorgt werden. Familie Jones, Tariq und eine ältere Frau sind die einzigen Überlebenden aus der Gruppe.

## Hintergrund
Die Außenaufnahmen sind überwiegend Archivaufnahmen aus Ägypten. Gedreht wurde in einem Filmstudio in Los Angeles. Außerdem wurden Szenen in Santa Clarita, ebenfalls in Kalifornien, sowie in Detroit, Michigan, realisiert.
John Gragen ist hier in seiner bisher einzigen Filmrolle zu sehen. Unter dem Namen Brittany Joy verkörpert die Pornodarstellerin Allie Haze die Rolle des Corpsman Haze.
Der Film erschien am 9. Dezember 2014 in den US-amerikanischen Videoverleih. In Deutschland startete der Videoverleih am 23. Januar 2015.

## Rezeption
„Der mit minimalem Budget und billigen digitalen Tricks produzierte Katastrophenfilm folgt dramaturgisch wie inszenatorisch ausgetretenen Pfaden, vermag als Hardcore-Trash aber noch leidlich zu unterhalten.“

„Star- und spaßfreier Meteorologiemurks.“

Cinema lässt außerdem die Frage offen, ob es sich bei dem Film nicht um eine „Satire aufs Verhältnis der USA zur arabischen Welt“ handelt.
Im Audience Score auf Rotten Tomatoes hat der Film bei über 50 Bewertungen eine katastrophale Wertung von 14 %. In der Internet Movie Database hat der Film bei über 390 Stimmenabgaben eine Wertung von 1,8 von 10,0 möglichen Sternen.